# Слітмьют (Аляска)
Слітмьют (англ. Sleetmute) — переписна місцевість (CDP) в США, в окрузі Бетел штату Аляска. Населення — 95 осіб (2020).

## Географія
Слітмьют розташований за координатами 61°39′14″ пн. ш. 157°6′11″ зх. д. / 61.65389° пн. ш. 157.10306° зх. д. (61.653861, -157.103020).  За даними Бюро перепису населення США в 2010 році переписна місцевість мала площу 271,22 км², з яких 247,59 км² — суходіл та 23,63 км² — водойми.

### Клімат
| Клімат : Слітмьют                                          | Клімат : Слітмьют | Клімат : Слітмьют | Клімат : Слітмьют | Клімат : Слітмьют | Клімат : Слітмьют | Клімат : Слітмьют | Клімат : Слітмьют | Клімат : Слітмьют | Клімат : Слітмьют | Клімат : Слітмьют | Клімат : Слітмьют | Клімат : Слітмьют | Клімат : Слітмьют |
| Показник                                                   | Січ.              | Лют.              | Бер.              | Квіт.             | Трав.             | Черв.             | Лип.              | Серп.             | Вер.              | Жовт.             | Лист.             | Груд.             | Рік               |
| Середній максимум, °C                                      | −12,5             | −6,9              | −4,7              | 3,2               | 12,7              | 17,6              | 18,3              | 16,6              | 11,6              | 1,2               | −7,7              | −13,9             | 3,0               |
| Середній мінімум, °C                                       | −21,7             | −17,4             | −17,9             | −8,2              | 1,1               | 4,8               | 7,6               | 7,1               | 1,8               | −7                | −14,4             | −22,1             | −7,2              |
| Норма опадів, мм                                           | 44                | 15                | 17                | 27                | 40                | 52                | 94                | 88                | 97                | 37                | 31                | 33                | 575               |
| ---------------------------------------------------------- | ----------------- | ----------------- | ----------------- | ----------------- | ----------------- | ----------------- | ----------------- | ----------------- | ----------------- | ----------------- | ----------------- | ----------------- | ----------------- |
| Джерело: http://www.wrcc.dri.edu/cgi-bin/cliMAIN.pl?ak8554 |                   |                   |                   |                   |                   |                   |                   |                   |                   |                   |                   |                   |                   |

## Демографія
Згідно з переписом 2010 року, у переписній місцевості мешкало 86 осіб у 36 домогосподарствах у складі 19 родин. Густота населення становила 0 осіб/км².  Було 49 помешкань (0/км²).
Расовий склад населення:
| - 76,7 % — корінних американців - 23,3 % — білих |

До двох чи більше рас належало 0,0 %. Частка іспаномовних становила 1,2 % від усіх жителів.
За віковим діапазоном населення розподілялося таким чином: 24,4 % — особи молодші 18 років, 64,0 % — особи у віці 18—64 років, 11,6 % — особи у віці 65 років та старші. Медіана віку мешканця становила 37,5 року. На 100 осіб жіночої статі у переписній місцевості припадало 126,3 чоловіків;  на 100 жінок у віці від 18 років та старших — 132,1 чоловіків також старших 18 років.
Середній дохід на одне домашнє господарство  становив 36 687 доларів США (медіана — 30 313), а середній дохід на одну сім'ю — 41 943 долари (медіана — 33 125). За межею бідності перебувало 33,7 % осіб, у тому числі 44,8 % дітей у віці до 18 років та 0,0 % осіб у віці 65 років та старших.
Цивільне працевлаштоване населення становило 26 осіб. Основні галузі зайнятості: публічна адміністрація — 42,3 %, освіта, охорона здоров'я та соціальна допомога — 42,3 %, роздрібна торгівля — 11,5 %, мистецтво, розваги та відпочинок — 3,8 %.